# Atrichopogon altivolans
Atrichopogon altivolans är en tvåvingeart som beskrevs av John William Scott Macfie 1949. Atrichopogon altivolans ingår i släktet Atrichopogon och familjen svidknott. Inga underarter finns listade i Catalogue of Life.